# Un incompris
Ne doit pas être confondu avec L'Incompris.
Un incompris est une comédie en un acte d'Henry de Montherlant, parue en 1943.
Initialement, la pièce a été écrite à la demande du Théâtre Saint-Georges qui devait représenter une autre pièce de Montherlant : Fils de personne. Un incompris est donc un simple lever de rideau censé pallier la relative brièveté de la pièce qui faisait tête d'affiche. Alors que la pièce était écrite, après la première, un arrêté a ordonné la fermeture des théâtres à dix heures, ce qui a rendu Un incompris impossible à représenter plus longtemps avant la pièce principale. La pièce a cependant été jouée à plusieurs reprises par la suite.
Dans sa préface à l’œuvre, Montherlant explique lui-même qu'il a voulu faire de cette comédie en un acte une sorte de pendant à Fils de personne, « un pendant qui tirerait sur la caricature. » Comme dans Fils de personne, il s'agit d'une histoire de séparation. La différence tient à ce que, dans Un incompris, la séparation est celle d'un couple qui s'aime (Bruno et Rosette), traitée sur le mode comique.

## Adaptation
Un incompris a été adaptée sous le titre Un lever de rideau par François Ozon en 2006.